# Копер Бокс
| «Коппер Бокс» | «Коппер Бокс»                                              |
| ------------- | ---------------------------------------------------------- |
| Місто         | Лондон, Велика Британія                                    |
| Місткість     | 7000                                                       |
| Подія         | Літні Олімпійські ігри 2012 Літні Паралімпійські ігри 2012 |

«Коппер Бокс» (англ. Copper Box) — споруда літніх Олімпійських та Паралімпійських ігор 2012 у Лондоні.
Місткість арени становить 7000 місць. Арена прийме гандбол, сучасне п'ятиборство та голбол.

## Історія

### Проектування та будівництво
Спочатку пропонувалося побудувати чотири криті арени в Олімпійському парку, але переглянутий генеральний план, затверджений у 2006 році, скоротив число до трьох. Це з тим, що волейбольний турнір було перенесено до виставкового центру «Ерлс Корт», а фехтування — в «ExCeL London». Будівництво об'єкта було завершено вчасно на початку 2011 року та було проведено у рамках бюджету. Конструкція включає світлові колодязі та дощові колектори, які дозволяють знизити споживання електроенергії та води на 40%. Напередодні Олімпійських ігор на арені було проведено тестові змагання.
У січні 2012 року арена отримала свою нинішню назву — "Коппер-Бокс", тим самим відображаючи форму споруди й факт того, що там будуть проводитися не тільки гандбольні матчі.

### Олімпійські ігри 2012
"Коппер-Бокс" був обладнаний 7000 сидячими місцями. Арена використовувалася для матчів групового етапу гандбольного турніру, змагань із фехтування у рамках сучасного п'ятиборства, а також для паралімпійських змагань з голболу.

### Використання після Олімпіади
Об'єкт став багатофункціональним спорткомплексом для проведення змагань різних рівнів та тренувань.
Влітку 2013 року арена «Коппер-Бокс» стала домашньою для клубу Британської баскетбольної ліги «Лондон Лайонс».
Арена була місцем проведення етапу світової серії Гран-прі з бадмінтону, суперфіналу Нетбольної суперліги та змагань з регбі на візках. Періодично тут грає найстаріший британський гандбольний клуб "Лондон Грейт Дейн".
У вересні 2015 року на арені пройшов великий кіберспортивний турнір з Counter-Strike: Global Offensive та Super Smash Bros. Melee.